# Bob Said
Bob Boris Said est un pilote automobile américain d’origine russe et syrienne, né le 5 mai 1932 dans la ville de New York et mort le 24 mars 2002 à Seattle. Il participe à de nombreuses courses de voitures de sport en Amérique et en Europe avec plusieurs victoires dans les années 1950. Il participe également au Grand Prix automobile des États-Unis 1959 au volant d'une Connaught C pour le compte de Paul Emery mais abandonne à cause d'un accident malgré une treizième place en qualifications.
Il est également athlète puisqu'il participe par deux fois aux Jeux Olympiques (1968 et 1972) dans l'équipe américaine de bobsleigh.
Il est le père du pilote de NASCAR Boris Said.

## Résultats en championnat du monde de Formule 1

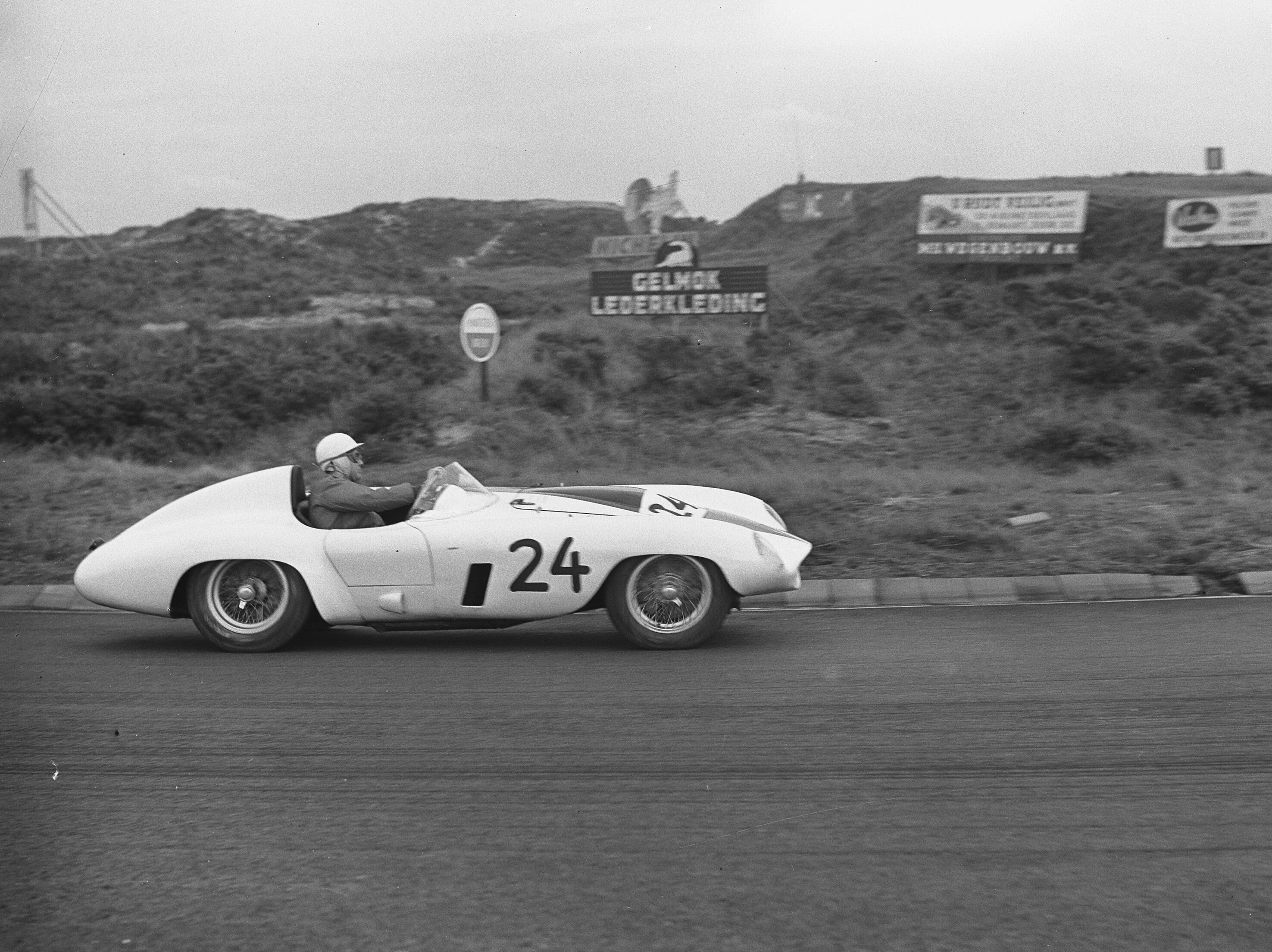
Bob Said sur une Ferrari 500 Mondiale Scaglietti lors d'essais sur le circuit de Zandvoort en août 1954.

| Saison | Écurie                    | Châssis | Moteur          | Pneus  | GP disputés | Points inscrits | Classement |
| ------ | ------------------------- | ------- | --------------- | ------ | ----------- | --------------- | ---------- |
| 1959   | Paul Emery Connaught Cars | C       | Alta 4 en ligne | Dunlop | 1           | 0               | nc.        |